# Onthophagus brevisetis
Onthophagus brevisetis là một loài bọ cánh cứng trong họ Bọ hung (Scarabaeidae).